# الهيئة الوطنية لإدارة الطوارئ
الهيئة الوطنية لإدارة الطوارئ، هي هيئة حكومية سعودية تأسست بقرار مجلس الوزراء في عام 2024، يقع مقرها الرئيس في العاصمة السعودية الرياض، وتعدة المرجع الرئيسي لإدارة حالات الطوارئ في السعودية. يرأس مجلس إدارتها رئيس مجلس الوزراء، وعضوية كل من وزراء الطاقة، والداخلية، والحرس الوطني، والخارجية، إضافة إلى ممثلين عن عدة جهات مختصة كالهيئة الوطنية للأمن السيبراني وأمن الدولة.

## المهام
- إعداد الاستراتيجية الوطنية لإدارة الطوارئ، والإشراف على تنفيذها بعد اعتمادها، وتقويم تنفيذها، واقتراح أي تعديل أو تطوير عليها.
- إدارة الطوارئ من خلال تنسيق أدوار ومسؤوليات الجهات ذات العلاقة وفقا لأحكام التنظيم.
- اقتراح مشروعات الأنظمة والتنظيمات واللوائح ذات العلاقة باختصاصاتها، وإجراء مراجعة دورية للأنظمة واللوائح ذات الصلة بعملها؛ لمعرفة مدى كفايتها والعمل على تطويرها.
- اقتراح الاستراتيجيات والسياسات والخطط والبرامج والمنهجيات والمعايير والضوابط والإرشادات ومؤشرات وأدوات قياس الأداء والتقارير ذات الصلة بالطوارئ واستمرارية الأعمال، بالتنسيق مع الجهات المعنية، بما في ذلك تصنيف مستويات الحالة الطارئة واعتمادها وفقا للإجراءات المتبعة.
- إعداد الأطر الوطنية والأدلة الاسترشادية ذات الصلة بالطوارئ واستمرارية الأعمال، ومتابعة الالتزام بها، وتحديثها.
- إعداد البرامج التنفيذية والسياسات المتعلقة بالتدريب والتمرين لتنفيذ ما جاء في الخطط بالتنسيق مع الجهات ذات العلاقة، بشكل دوري، وفقا لأحكام التنظيم.
- إعداد سجل للبنية التحتية الحيوية، وتحديدها وتصنيفها؛ بالتنسيق مع الجهات ذات العلاقة.
- إعداد استراتيجية وطنية للخزن الاستراتيجي، والإشراف على تنفيذها بعد اعتمادها، وتقويم تنفيذها، واقتراح أي تعديل أو تطوير عليها.
- إعداد السياسات والأطر والخطط الوطنية اللازمة لاستدامة سلاسل الإمداد بما يضمن استمرارية الأعمال عند وقوع حالات الطوارئ.
- تعزيز ونشر الثقافة للحد من مخاطر الوقوع في حالات الطوارئ وانقطاع سلاسل الإمدادات وكيفية التعامل معها بكافة مراحلها، وضمان استمرارية الأعمال وفقا لأحكام التنظيم.
- استحداث أنظمة تقنية شاملة ومتكاملة للإنذار المبكر، وتطويرها بشكل دوري، وربط الجهات المعنية بها.
- إعداد القواعد والسياسات لإنشاء أو تحديد المخابئ والملاجئ العامة أو الخاصة، وتحديد مواصفاتها، ومقاييسها، وآلية إدارتها والإشراف عليها.
- تعزيز القدرات الوطنية المتخصصة في إدارة الطوارئ واستمرارية الأعمال، والمشاركة في إعداد البرامج التعليمية والتدريبية الخاصة بها وفقا لأحكام التنظيم.
- إعداد القواعد والسياسات بالتنسيق مع الجهات ذات العلاقة لتوحيد الرسالة الإعلامية عند حدوث الحالة الطارئة في جميع الوسائل الإعلامية المرئية والمسموعة ودور الطباعة والنشر وغيرها من وسائل الإعلام والإعلان.
- تلقي التقارير والإحصاءات الدورية من الجهات ذات العلاقة بإدارة الطوارئ ودراستها وإعداد البيانات التحليلية في شأنها، واتخاذ ما يلزم حيالها.
- التعاون الدولي مع الدول والهيئات والمنظمات الإقليمية والدولية، وتمثيل المملكة في المؤتمرات والمحافل الدولية المتعلقة باختصاصات الهيئة.[2]